# Ultraman (jeu vidéo, 1991)
Pour les articles homonymes, voir Ultraman.
Ultraman: Towards the Future, ou simplement Ultraman (ウルトラマン) au Japon, est un jeu de combat un contre un en 2D à thème de superhéros. Il est édité et développé par Bandai à sa sortie en 1991 sur Super Nintendo et édité par Ma-Ba et développé par Tsuburaya à sa sortie en 1993 sur Mega Drive. Il est basé sur la série télévisée japonaise Ultraman.

## Synopsis
Le super héros Ultraman doit protéger la Terre contre des extraterrestres.

## Système de jeu
Seul Ultraman est jouable. Il y a neuf adversaires : Gudis, Bogun, Degola, Barrangas, Killazee, Gudis 2, Zebokon, Majaba, et Kodalar. Ultraman peut se battre à coup de poing et de pieds, mais les adversaires doivent être achevés par le Specium Beam car ils régènerent constamment leur énergie.
Les combats durent 3 minutes maximum - une durée reprise de la série télévisée, car Ultraman ne peut garder sa forme plus longtemps à cause de la pollution sur Terre.